# Hypobathrum
Hypobathrum är ett släkte av måreväxter. Hypobathrum ingår i familjen måreväxter.

## Dottertaxa tillHypobathrum, i alfabetisk ordning[1]
- Hypobathrum bangueyense
- Hypobathrum brevipes
- Hypobathrum caudifolium
- Hypobathrum collinum
- Hypobathrum coniferum
- Hypobathrum coniocarpum
- Hypobathrum coriaceum
- Hypobathrum ellipticifolium
- Hypobathrum frutescens
- Hypobathrum glaberrimum
- Hypobathrum glabrum
- Hypobathrum gracile
- Hypobathrum hirtum
- Hypobathrum hoaense
- Hypobathrum lancifolium
- Hypobathrum lithophilum
- Hypobathrum longifolium
- Hypobathrum microcarpum
- Hypobathrum multibracteatum
- Hypobathrum palustre
- Hypobathrum parviflorum
- Hypobathrum purpureum
- Hypobathrum racemosum
- Hypobathrum rheophyticum
- Hypobathrum riparium
- Hypobathrum rufidulum
- Hypobathrum salicinum
- Hypobathrum sampitense
- Hypobathrum subulatum
- Hypobathrum venulosum